# Josef Kahl
Josef Kahl (* 31. März 1913 in Harrachsdorf bei Gablonz, Österreich-Ungarn; † 23. Februar 1942 bei Bachtschyssaraj, Sowjetunion) war ein tschechoslowakischer Skispringer.

## Werdegang
Kahl war beim Wintersportverein Harrachsdorf-Neuwelt aktiv. Er gehörte bei den Olympischen Winterspielen 1936 in Garmisch-Partenkirchen zur tschechoslowakischen Nationalmannschaft. Beim Einzelspringen auf der Olympiaschanze landete er nach einem Sprung auf 64 Metern auf dem 29. Platz. Auch nach dem zweiten Durchgang hielt er sich dank guter 64,5 Meter auf dieser Platzierung.
Kahl starb im Zweiten Weltkrieg in einem Feldlazarett an einer Schussverletzung. Er wurde in der Nähe von Bachtschyssaraj beigesetzt.